# レーゲンスブルク市電
レーゲンスブルク市電（レーゲンスブルクしでん、ドイツ語: Straßenbahn Regensburg）は、かつてドイツ（旧：西ドイツ）の都市であるレーゲンスブルクに存在した路面電車。1903年に開通し、1964年まで営業運転が行われた。2022年現在、新規の路面電車（シュタットバーン）を建設する計画がレーゲンスブルク市主導で進められている。

## 歴史
レーゲンスブルクにおける最初の公共交通機関は1837年に運航を開始したウンターラー・ヴェールトとの間を結ぶ蒸気船であり、1850年代以降は他都市を結ぶ鉄道が開通した。その一方、レーゲンスブルク市内の公共交通機関は短期間で廃止された乗合馬車のみであり、発展に伴う都市の拡大が続く中で利便性の高い公共交通機関が求められるようになっていた。
そこで、道路の舗装を始めとする都市整備に合わせて市内に路面電車を建設するプロジェクトが始動し、1899年にニュルンベルク電力会社（Nürnberger Elektrizitätsgesellschaft）に建設認可が降りた後、最初の路線となる2つの系統の建設が開始された。道路の経路変更、沿線の家屋の改造などを経て、試運転が成功裏に終わった後、1903年4月21日に営業運転が始まった。

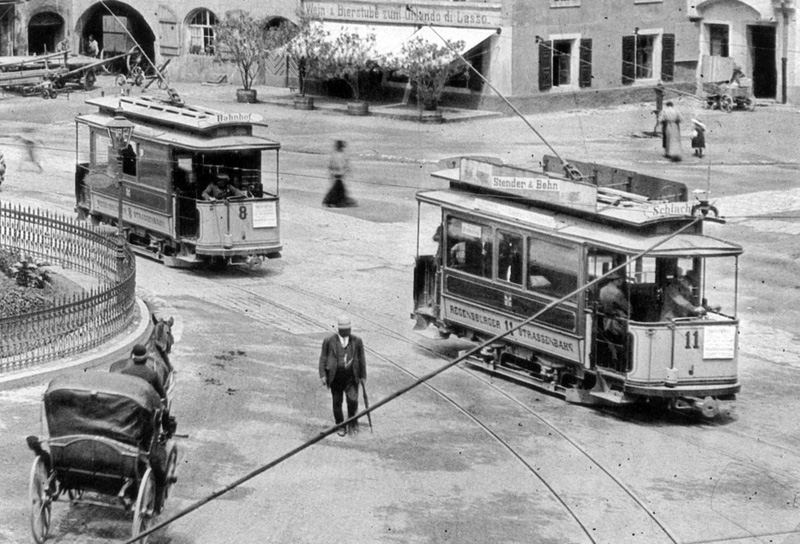
開通当初の路面電車（1904年撮影）
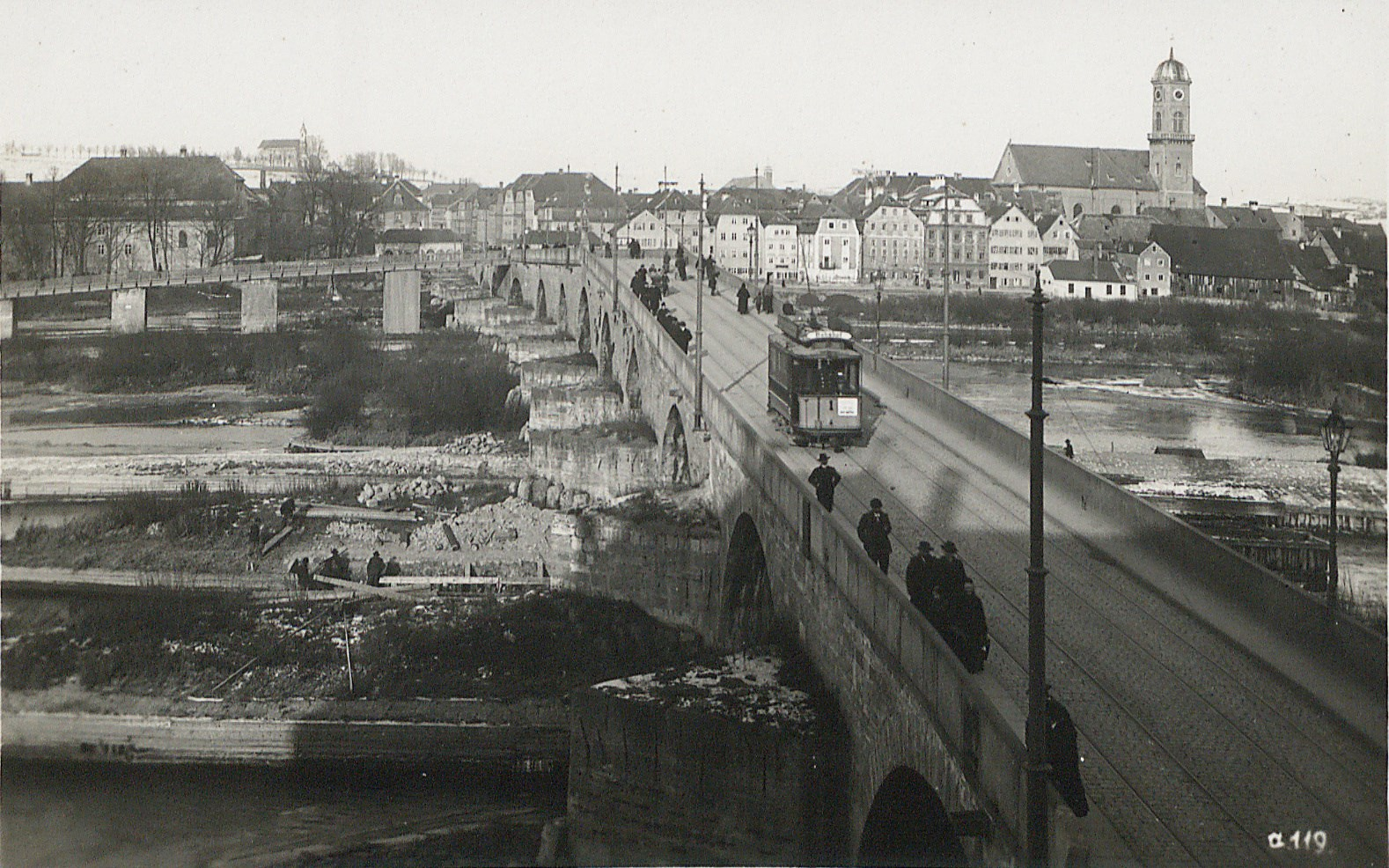
橋梁を渡る路面電車（1903年撮影）

その後、延伸は同年8月から始まり、以降は1911年、1915年、1927年、1933年、1936年にかけて拡張が実施され、線路長17 km・4系統（1 - 4号線）の路線網となった。また、1909年には路線の運営権がレーゲンスブルク市へと移管されている。
だが、その後の第二次世界大戦時の戦闘により経由する橋梁が破壊され、その影響で一部区間が復旧する事無く廃止された。それ以外の路線については戦後も営業運転を続けたが、モータリーゼーションの進展による交通量の増大やトロリーバス（レーゲンスブルク・トロリーバス）の建設などに伴い1950年代以降順次撤去されていき、最後まで残された営業キロ7.5 kmの区間は1964年8月1日に実施されたさよなら運転をもって廃止された。

## 車両
レーゲンスブルク市電の開業時から1920年代まで導入が続いた車両は、全てニュルンベルクに工場を有していたMAN製の車両であった。開業時に導入されたのは16両（1 - 16）の2軸電動車で、利用客の増加に伴い借用を経て譲渡された元：ヴュルツブルク市電（ヴュルツブルク）の付随車5両（52 - 56）を牽引する運用にも就いた。
続いて1910年に車体の大型化を図った3両（17 - 19）の電動車が地方博覧会に向けた輸送力増強のために導入され、翌1911年にも4両（57 - 60）の付随車が製造された。その後、1919年に3両（20 - 22）の電動車が増備されたのに続き、1920年代から1930年代にかけても路線網の拡張に合わせて電動車（23 - 44）、付随車（61 - 76）の大量導入が実施された。
これらの車両のうち、1910年代までに導入された車両は第二次世界大戦後は新造車両への置き換えや路線廃止に伴い運用から離脱し、一部は事業用車両に改造された一方、1920年代以降の増備車両については集電装置の交換、方向指示灯、電磁吸着ブレーキ、ブレーキ灯などの安全対策の向上などの近代化工事が施工され、レーゲンスブルク市電の廃止まで営業運転に使われた。

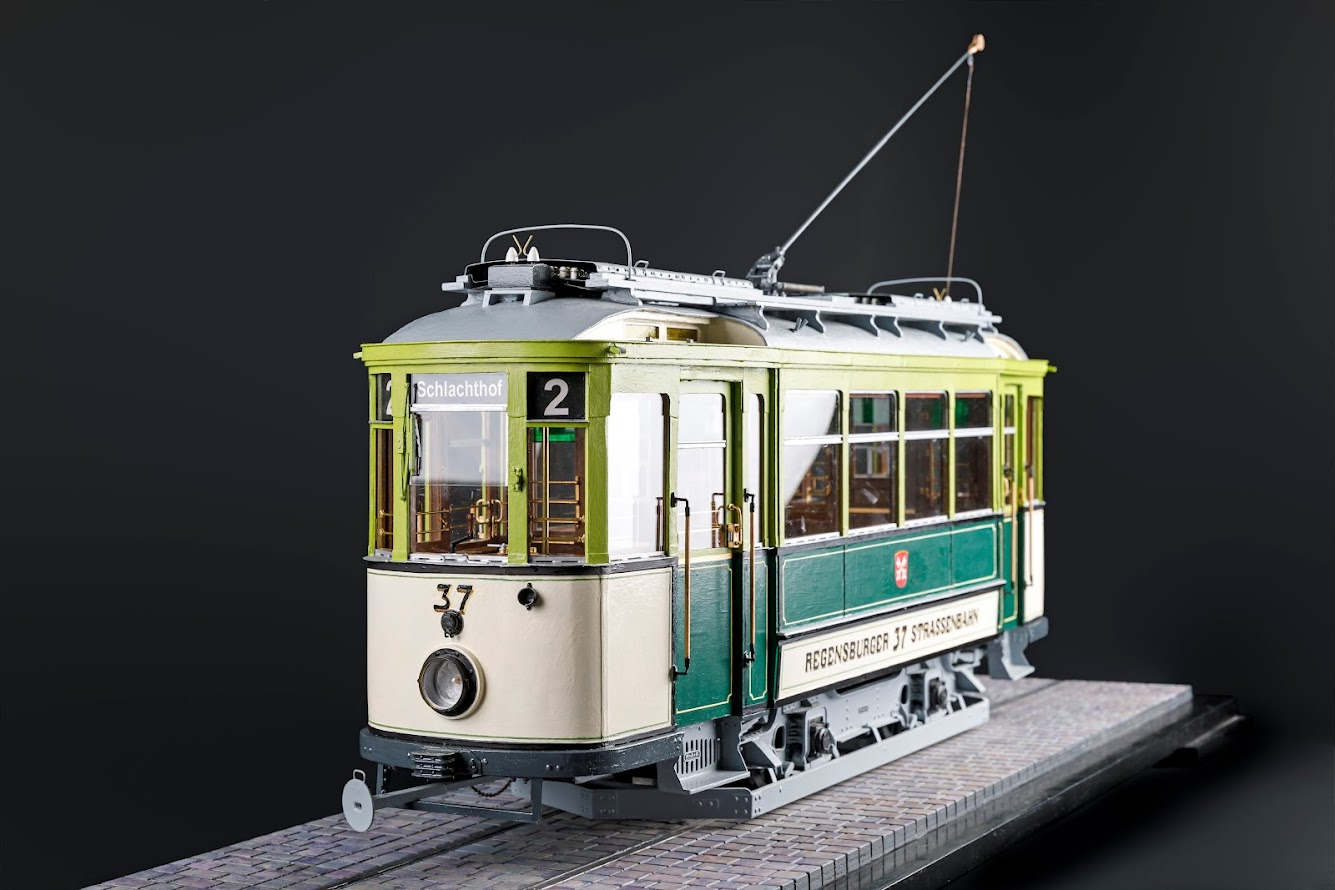
MAN製電車の鉄道模型

一方、戦後に導入されたのはミュンヘンに工場を構えていたラートゲーバー製の2軸車であった。これはレーゲンスブルク市電を含めた当時の西ドイツ各地の路面電車との同時発注品であり、1955年に電動車（45 - 48）および付随車（77 - 80）が4両ずつ導入された。これらの車両は廃止後に全車ともダルムシュタット市電（ダルムシュタット）へ譲渡され、そのうち電動車1両（47）および付随車1両（79）については1990年にレーゲンスブルクへ里帰りを果たし、2022年現在はレーゲンスブルク歴史的路面電車協会（IG Historische Straßenbahn Regensburg e.V.）による修繕や保存活動が実施されている。また、付随車2両が同年時点でダルムシュタット市電に現存しており、うち1両は団体用車両として使用されている。

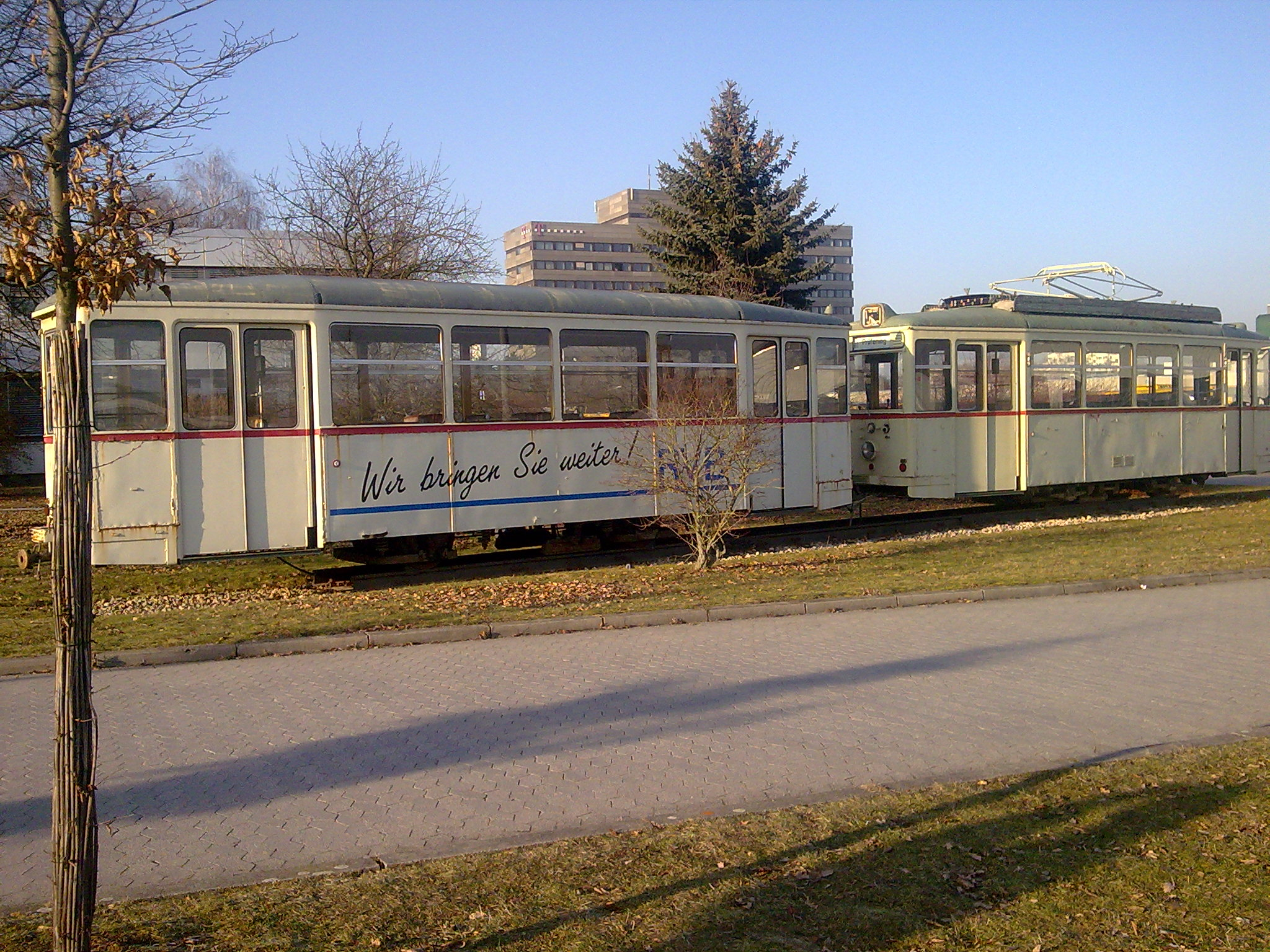
レーゲンスブルクへ里帰りを果たした2両は2017年まで屋外で静態保存されたが劣化が進んでいた（2008年撮影）
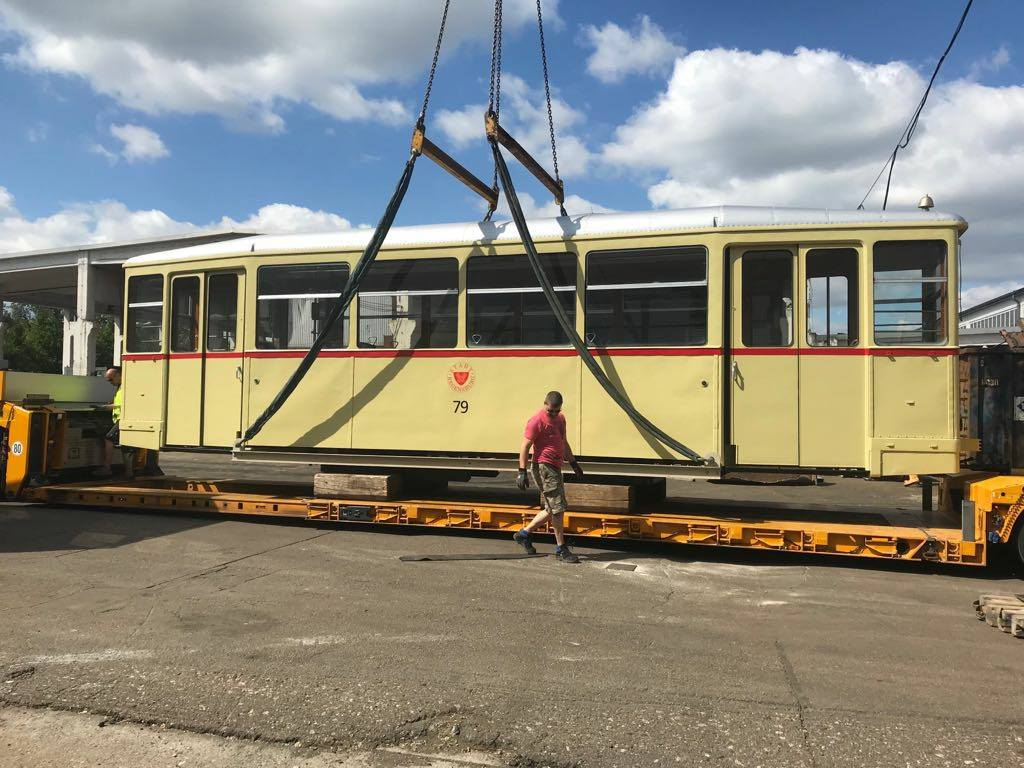
レーゲンスブルク歴史的路面電車協会により修繕が行われた付随車の車体（2019年撮影）
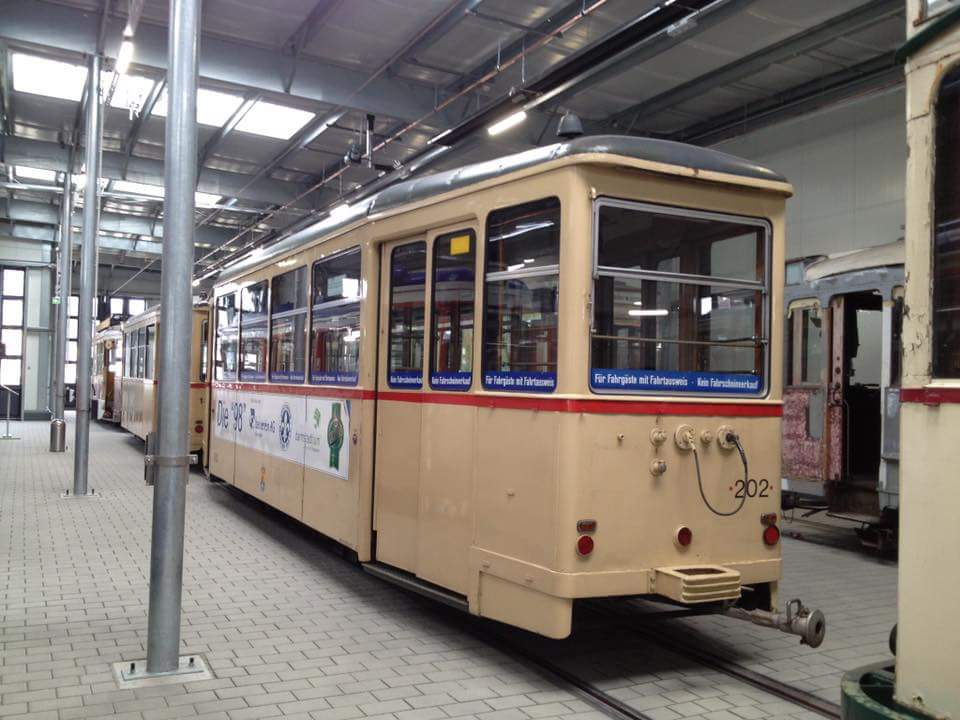
付随車のうち1両はダルムシュタットで静態保存されている（2018年撮影）

## シュタットバーン建設計画

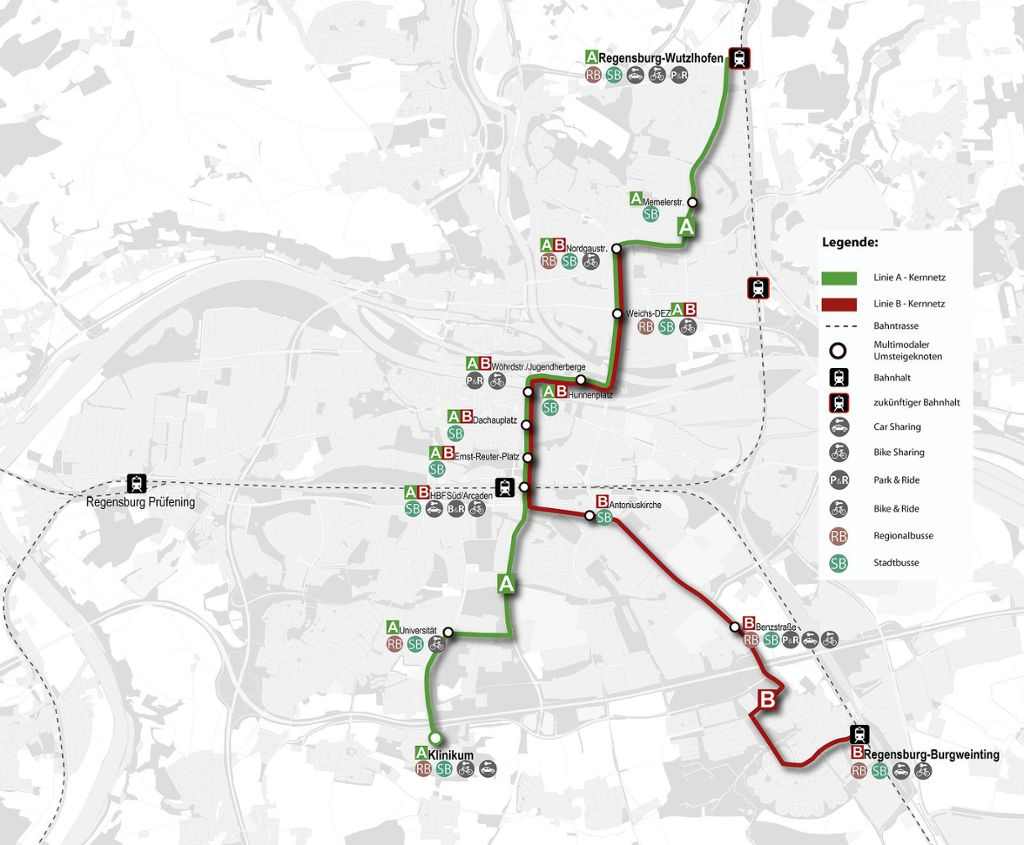
シュタットバーンの計画路線図

1964年に路面電車が廃止されて以降、レーゲンスブルク市内における交通機関の主力は自動車となったが、長年に渡る交通量の増加やそれに伴う道路の混雑が大きな課題となっていた。それを解消するため、1990年代後半から新規の路面電車（シュタットバーン、ライトレール）の建設が選挙や議会において話題に挙がるようになり、2000年代以降実施された実現可能性の調査を経て2018年に市議会において将来的な導入が可決された。
第一段階として市内を走る営業キロ14.5 km・2系統（A号線、B号線）の建設が決定されており、開通は早くても2020年代以降を予定している。